# Міхаліс Сіфакіс
Міхаліс Сіфакіс (грец. Μιχάλης Σηφάκης, 9 вересня 1984, Іракліон, Греція) — грецький футболіст, воротар грецького «Панатінаїкоса» та національної футбольної збірної Греції.

## Спортивна кар'єра
Міхаліс Сіфакіс почав футбольну кар'єру як вихованець клубу «Ацаленіос Іракліон». У 1999 році перейшов до юнацької команди клубу ОФІ. У 2002 році уклав перший професійний контракт із клубом. Загалом в ОФІ Сіфакіс провів 5 сезонів, в останніх трьох був основним голкіпером. Перед початком сезону 2007—2008 Сіфакіс підписав контракт з грандом грецького футболу «Олімпіакосом». Міхаліс виконував роль дублера Антоніоса Нікополідіса і за сезон відіграв лише у двох матчах. Разом з командою з Пірея Сіфакіс став чемпіоном Греції, а також переможцем Кубка Греції і Суперкубка країни.
Після того, як зі складу «Аріса» вийшов Константінос Халкіас, команді знадобився голкіпер високого рівня. Так, наступним клубом Сіфакіса став салонікський «Аріс», в якому Міхаліс — основний голкіпер команди.
З 2012 щороку змінює команду почергово виступаючи за Шарлеруа, Атромітос і Левадіакос.
З 2015 по 2017 захищав кольори бельгійського «Кортрейку», згодом перейшов до турецького клубу «Самсунспор».
За національну футбольну збірну Греції до 21 року Міхаліс Сіфакіс виступав із 2004 року, зігравши 15 матчів. Вперше в національну збірну Греції викликаний тренером Отто Рехагелем в 2009 році. Дебютував у складі збірної 14 жовтня 2009 року у матчі зі збірною Ліхтенштейну. Учасник Чемпіонату світу 2010 року в ПАР.

## Досягнення
Олімпіакос
- Суперліга: 2007–2008
- Кубок Греції: 2007–2008
- Суперкубок Греції: 2007

Аріс
- Кубок Греції: фіналіст 2009–10